# Mona Baker

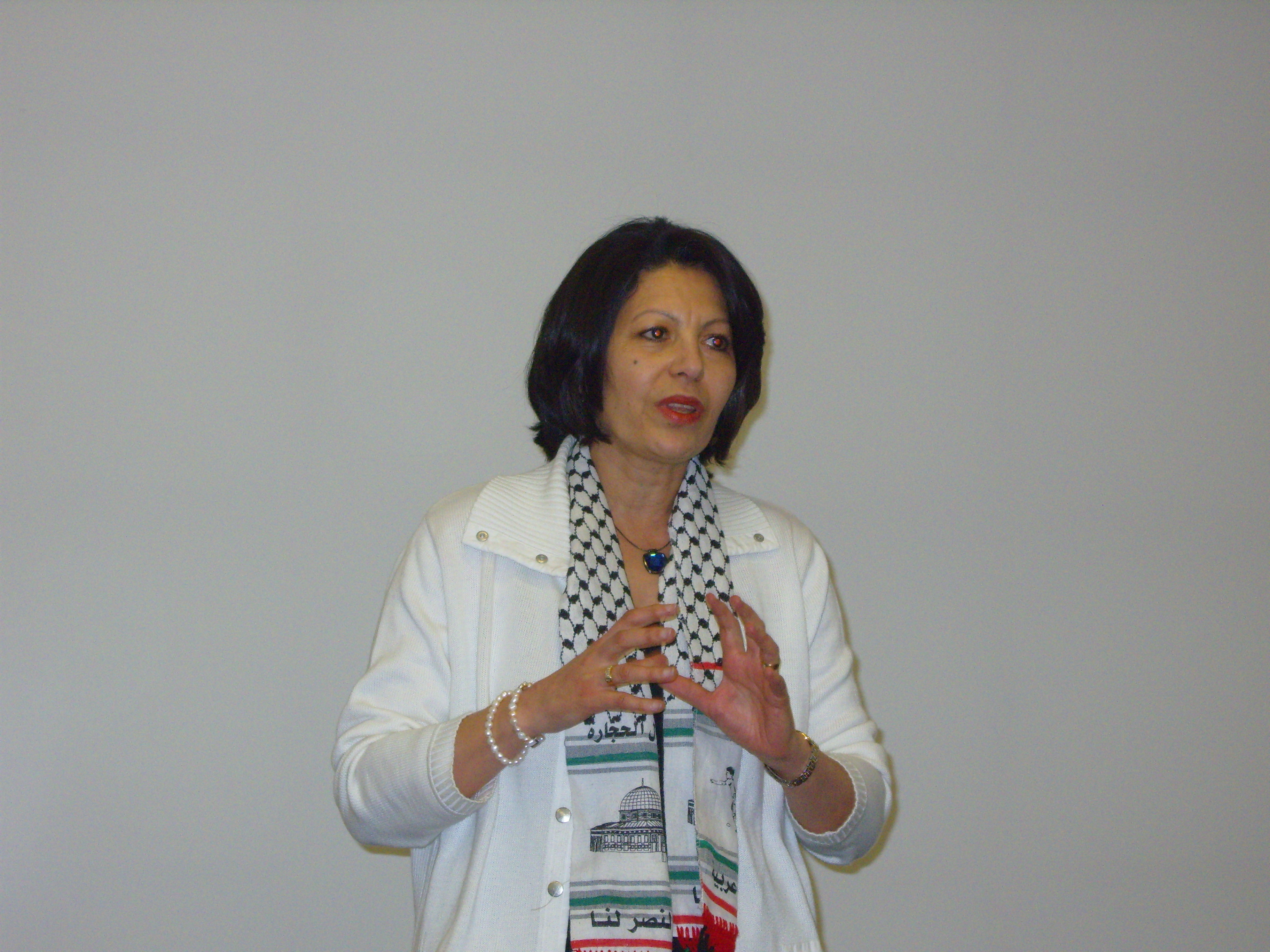
Mona Baker (2009)

Mona Baker (arabisch منی بیکر; * 20. September 1953 in Kairo) ist eine ägyptisch-britische Professorin der Übersetzungswissenschaft an der University of Manchester, Institute of Science and Technology (UMIST). Ihr wissenschaftliches Interesse gilt insbesondere der Rolle der Ethik in Wissenschaft und Ausbildung sowie der Anwendung der Erzähltheorie im Bereich der Übersetzung. Die in Kairo geborene Wissenschaftlerin arbeitet mit den Sprachen Arabisch und Englisch.

## Karriere
Die in Ägypten geborene Mona Baker hat ihren Bachelor-Abschluss in Englisch und Vergleichender Literaturwissenschaft an der Amerikanischen Universität in Kairo erworben. Dem folgte ein Studium der Angewandten Linguistik an der Universität Birmingham, das sie mit MA abschloss. Danach promovierte sie und habilitierte sich an der University of Manchester Institute of Science and Technology (UMIST), wo sie auch heute noch einen Lehrstuhl innehat. 1995 gründete Baker das Verlagshaus St. Jerome Publishing und die internationale Fachzeitschrift für Übersetzer The Translator.

## Mitgliedschaften und Gastprofessuren
Im Jahre 2004 war Mona Baker Mitbegründerin und Co-Vizepräsidentin der International Association for Translation and Intercultural Studies (IATIS). Seit 2009 ist sie ein Ehrenmitglied der International Association of Professional Translators and Interpreter (IAPTI).

## Politisches Engagement
Auf ihrer Homepage ruft Baker zum Boykott Israels auf. Im Jahr 2002 unterschrieb die Professorin eine Petition gegen israelische Akademiker und Forschung, anschließend entließ sie als Herausgeberin von The Translator zwei israelische Linguisten aus dem Redaktionsteam. Die Professorin sagte: „Israel ist über bloße Kriegsverbrechen hinausgegangen. Es ist grauenhaft, was dort vorgeht. Viele von uns würden darüber gern als Holocaust sprechen, den die Welt irgendwann wahrnehmen wird, viel zu spät natürlich, wie beim letzten Mal.“ Sie fügte hinzu „Ich bedauere, dass der israelische Staat existiert“. Gegen Israelis als solche hat sie angeblich nichts: die beiden Akademiker hätten ihren Job behalten dürfen, wenn sie bereit gewesen wären, nach Großbritannien überzusiedeln und sich von ihrem Heimatland loszusagen. Die Petition wurde von 700 Akademikern aus verschiedenen Ländern unterschrieben, unter anderem von 10 Israelis. Diese Aktion rief eine heiße Debatte hervor, inwiefern man Politik und Wissenschaft trennen kann.

### Reaktion der Akademiker
Der entlassene Gideon Toury antwortete: „Ich bin ganz zufrieden, ein Israeli zu sein. Tatsächlich verdanke ich mein Leben diesem Umstand. Der einzige Grund, warum es mich gibt, ist, dass es meinem Vater und meiner Mutter – jedem für sich – gelang, Deutschland Mitte und Ende der 30er Jahre zu verlassen und nach Palästina zu gehen, wie das Land damals genannt wurde. Sie waren die einzigen aus ihren Familien, denen das gelang.“
Seine entlassene Kollegin Miriam Schlesinger, die für Amnesty International im Bereich der Versorgung palästinensischer Städte im Westjordanland arbeitete, betonte, sie bezweifele, dass ein Boykott israelischer Akademiker den israelischen Abzug aus dem Westjordanland bewirken werde.
Der Shakespeare-Experte Stephen Greenblatt bezeichnete Bakers Aktionen als „abscheulich“, „gefährlich“ und „intellektuell und moralisch bankrott“. Er sagte: „Wenn man Gelehrte ihres Reisepasses oder ihrer Hautfarbe, ihrer Religion oder politischen Parteizugehörigkeit ausgrenzt, verdirbt dies die Integrität der intellektuellen Arbeit.“
Nach diesen Geschehnissen weigerten sich viele Akademiker nach Israel zu kommen, um an Konferenzen, oder Forschungsprojekten teilzunehmen, zum einen aus Sicherheitsgründen, zum anderen, weil solche Teilnahmen auch als ein politisches Statement hätten aufgefasst werden könnten.

## Werke
- Critical Concepts: Translation Studies. Routledge, London / New York 2009, ISBN 978-0-415-34422-7.
- Critical Readings in Translation Studies. Routledge, London / New York 2009, ISBN 978-0-415-46955-5.
- Routledge Encyclopedia of Translation Studies. Routledge, London / New York 2011, ISBN 978-0-415-60984-5.
- Translation and Conflict: A Narrative Account. Routledge, London / New York 2006, ISBN 0-415-38396-X.
- In Other Words: A Coursebook on Translation. Routledge, London / New York 2010, ISBN 978-0-415-03085-4.